# Register (vocologie)
Een (vocaal) register is een serie toonhoogten met gelijke klankkleur in spraak en zang. Het meest bekend zijn de borststem (laag register) en de kopstem (hoog register). De toonhoogten binnen het lage register worden vaak als "donker" of "zwaar" ervaren, de toonhoogten binnen het hoge register vaak als "helder" of "licht". Deze veranderingen in klankkleur hangen samen met verschillen in de wijze waarop de stemplooien en andere organische structuren in de stem functioneren.
In de vocologie heerst er echter verdeeldheid over
- het aantal te onderscheiden registers en sub-registers;
- de benaming van (sub-)registers; en
- de bruikbaarheid van het register-concept.